# Harangvirágformák
A harangvirágformák (Campanuloideae) a fészkesvirágzatúak (Asterales) rendjébe, ezen belül a harangvirágfélék (Campanulaceae) családjába tartozó alcsalád.

## Rendszerezés
Az alcsaládba az alábbi nemzetségek tartoznak:
- csengettyűvirág (Adenophora)
- Astrocodon
- Asyneuma
- Azorina
- Berenice
- harangvirág (Campanula)
- Canarina
- Codonopsis
- Craterocapsa
- Cryptocodon
- Cyananthus
- Cylindrocarpa
- Echinocodon
- Edraianthus
- Feeria
- Githopsis
- Gunillaea
- Hanabusaya
- Heterochaenia
- Heterocodon
- Homocodon
- Jasione
- Legousia
- Leptocodon
- Merciera
- Michauxia
- Microcodon
- Musschia
- Namacodon
- Nesocodon
- Ostrowskia
- Peracarpa
- Petromarula
- Physoplexis
- Phyteuma
- léggömbvirág (Platycodon)
- Popoviocodonia
- Prismatocarpus
- Rhigiophyllum
- Roella
- Sergia
- Siphocodon
- Symphyandra
- Theilera
- Trachelium
- Treichelia
- Triodanis
- Wahlenbergia
- Zeugandra